# Église Saint-Nazaire de Tordères
Pour les articles homonymes, voir église Saint-Nazaire.
L'église Saint-Nazaire de Tordères est une église d'origine romane située à Tordères, dans le département français des Pyrénées-Orientales.

## Situation
L'église Saint-Nazaire est située au cœur du village de Tordères, dans la rue principale et à quelques mètres au nord-est de la mairie.

## Histoire
L'église est sans doute construite vers la fin du XIe siècle ou le début du XIIe siècle. Elle est ensuite largement remaniée au XVIe et XVIIe siècles. Église paroissiale de Tordères, elle est depuis le Moyen Âge la propriété de l'abbaye Sainte-Marie d'Arles-sur-Tech et le demeure jusqu'à la Révolution française.

## Architecture
Le plan de l'église consiste en une nef rectangulaire orientée sud/nord  prolongée au nord par un chevet. Le portail est situé au sud et le clocher-mur, peut-être à l'emplacement de l'ancien chevet, constitue une excroissance au coin sud-est et fait face à l'est.
Parmi les vestiges romans les plus significatifs, on peut notamment remarquer en haut à droite du portail une petite fenêtre bouchée et dont le contour fait de quatre blocs de pierre est encore bien visible.

## Mobilier
L'église Saint-Nazaire abrite des retables des XVIIe et XVIIIe siècles.

## Galerie
L'église

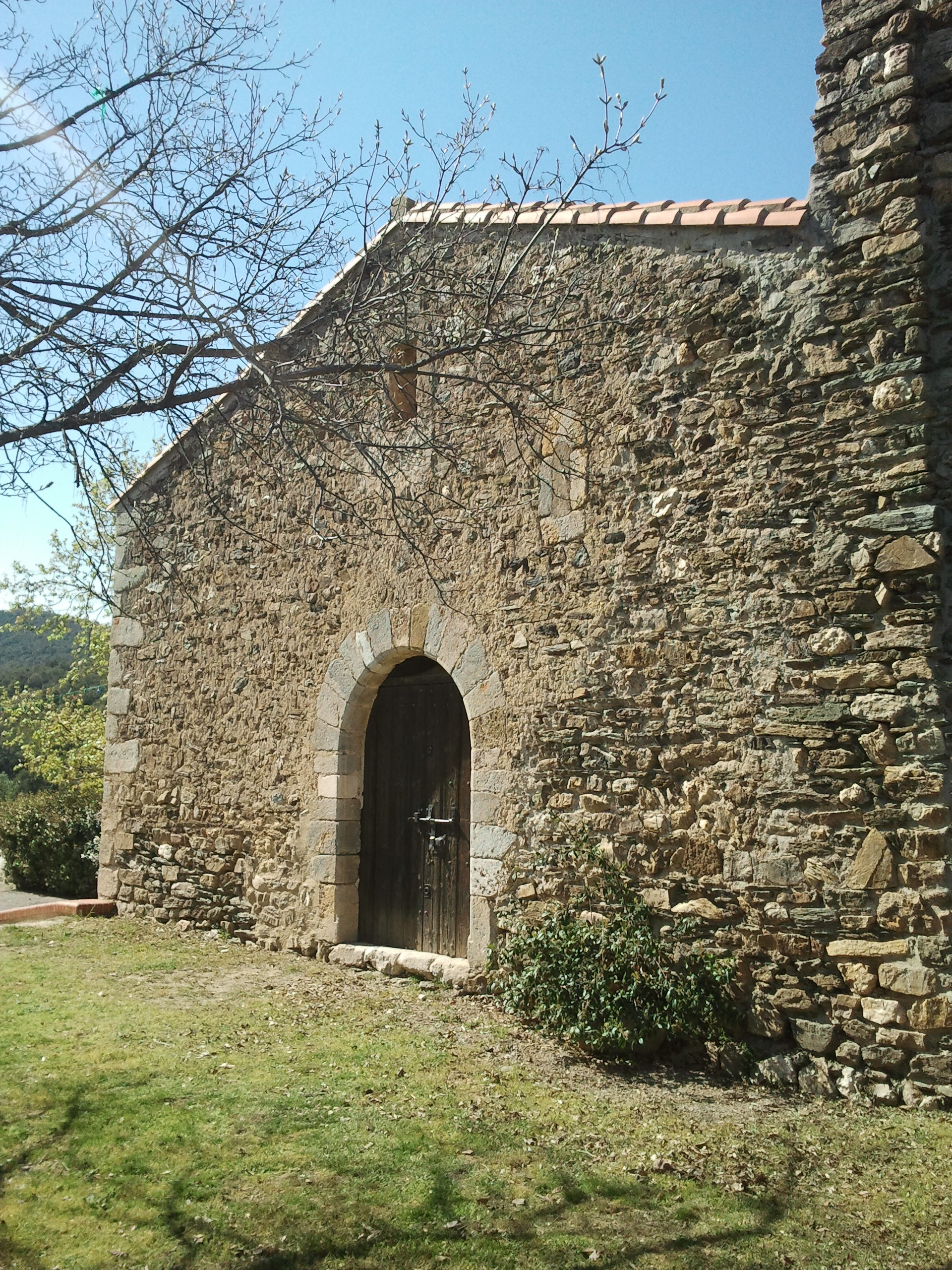
Face sud
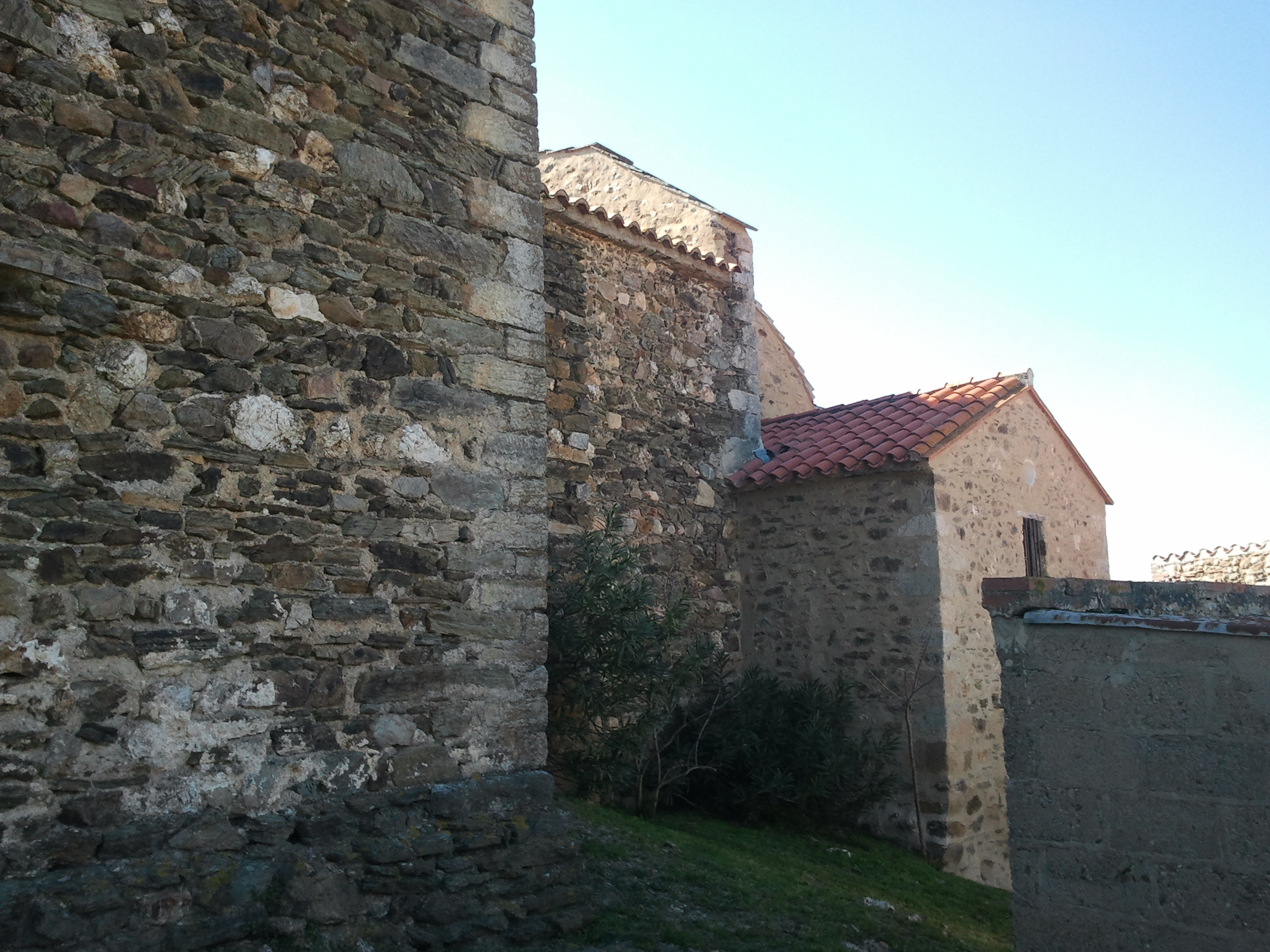
Face est
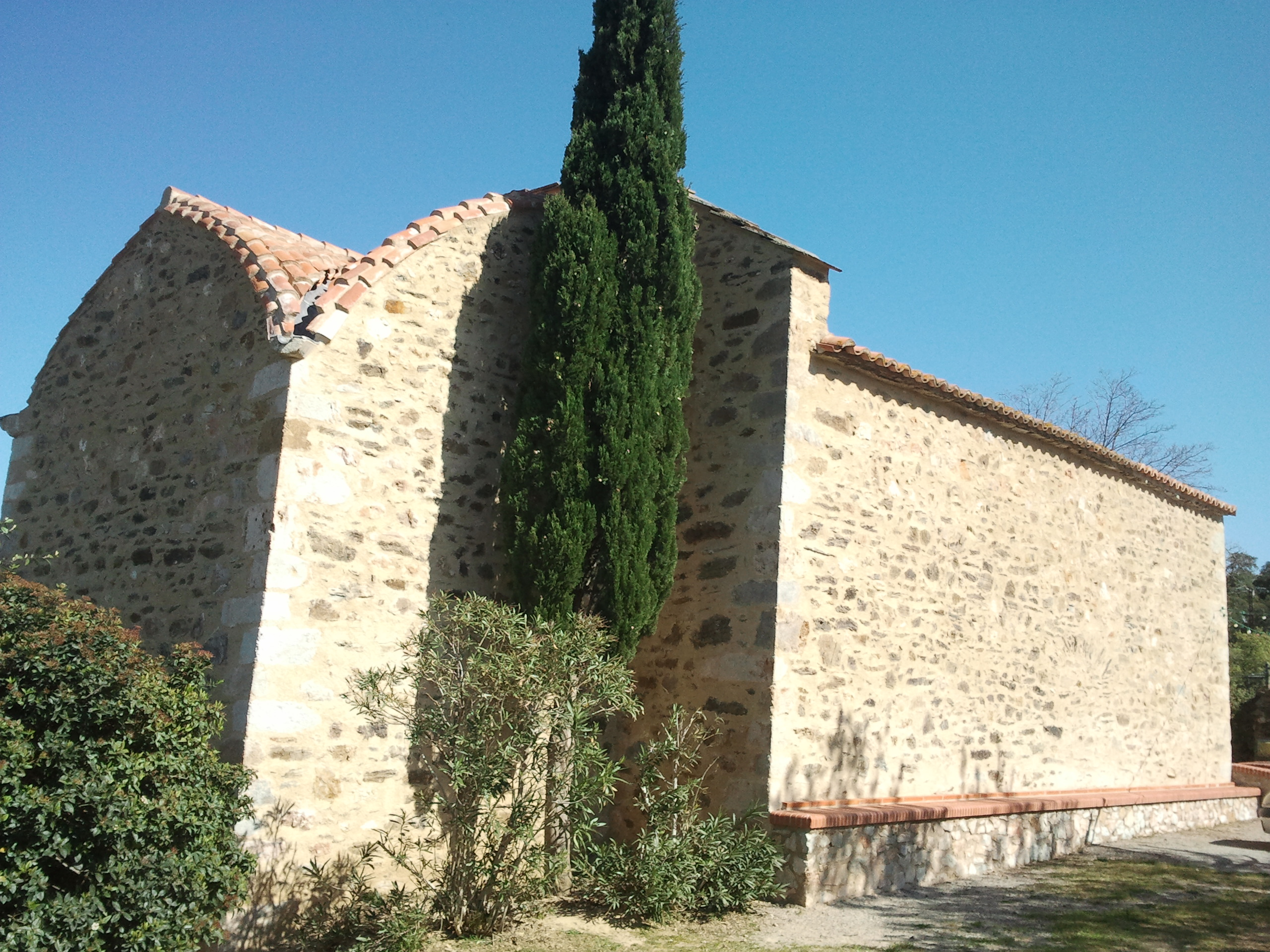
Faces nord et ouest
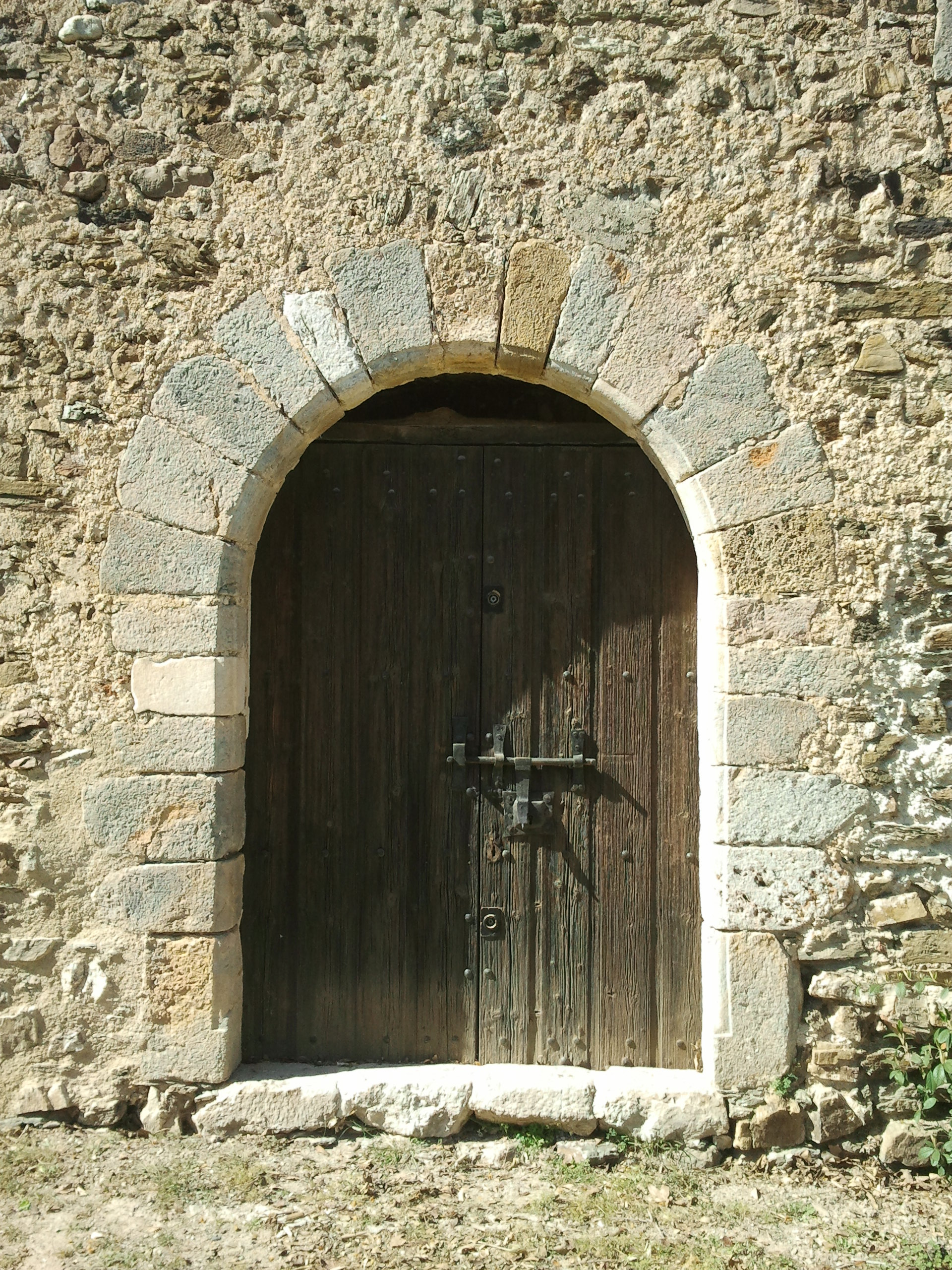
Le portail

Le clocher

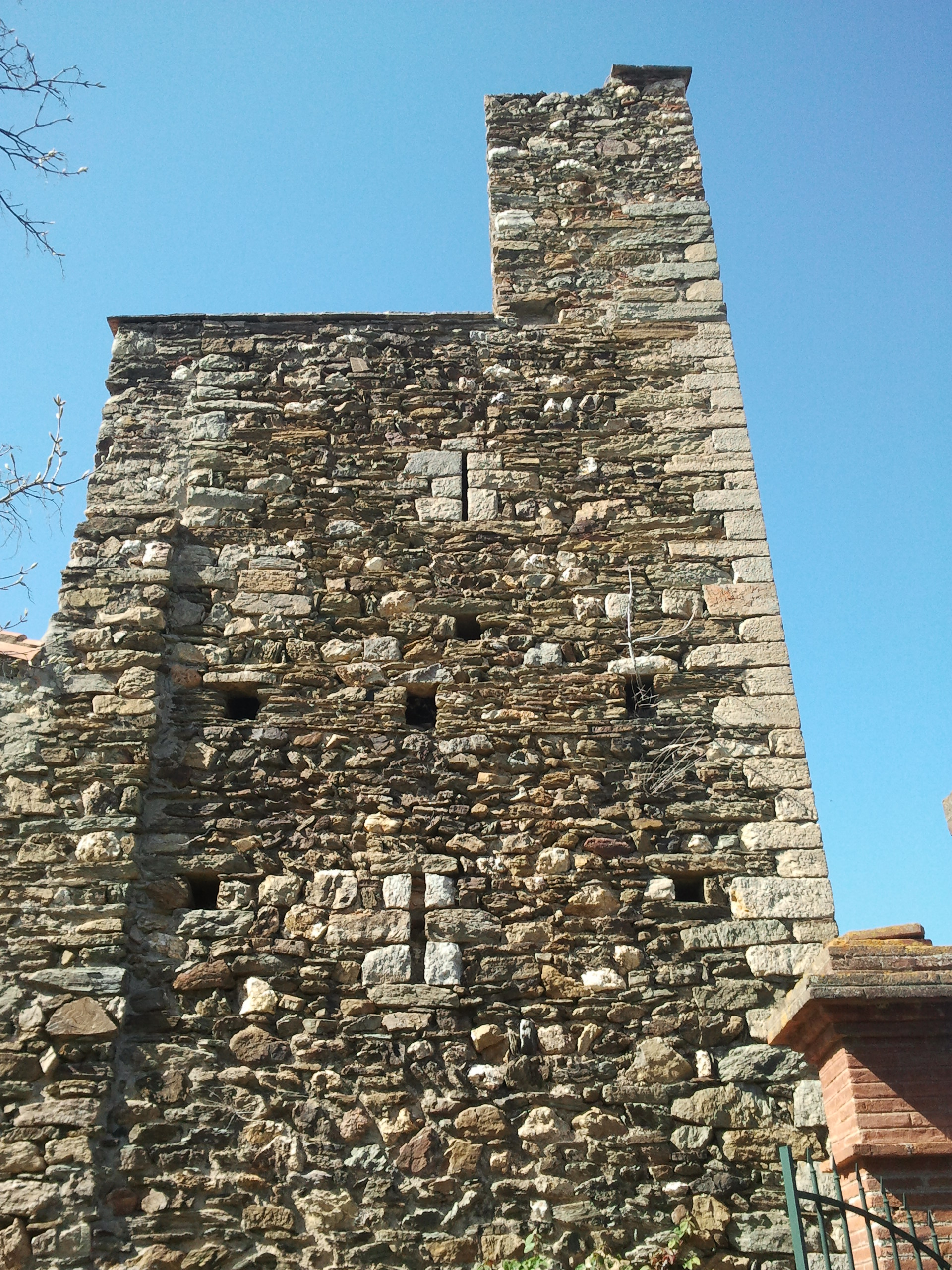
Face sud
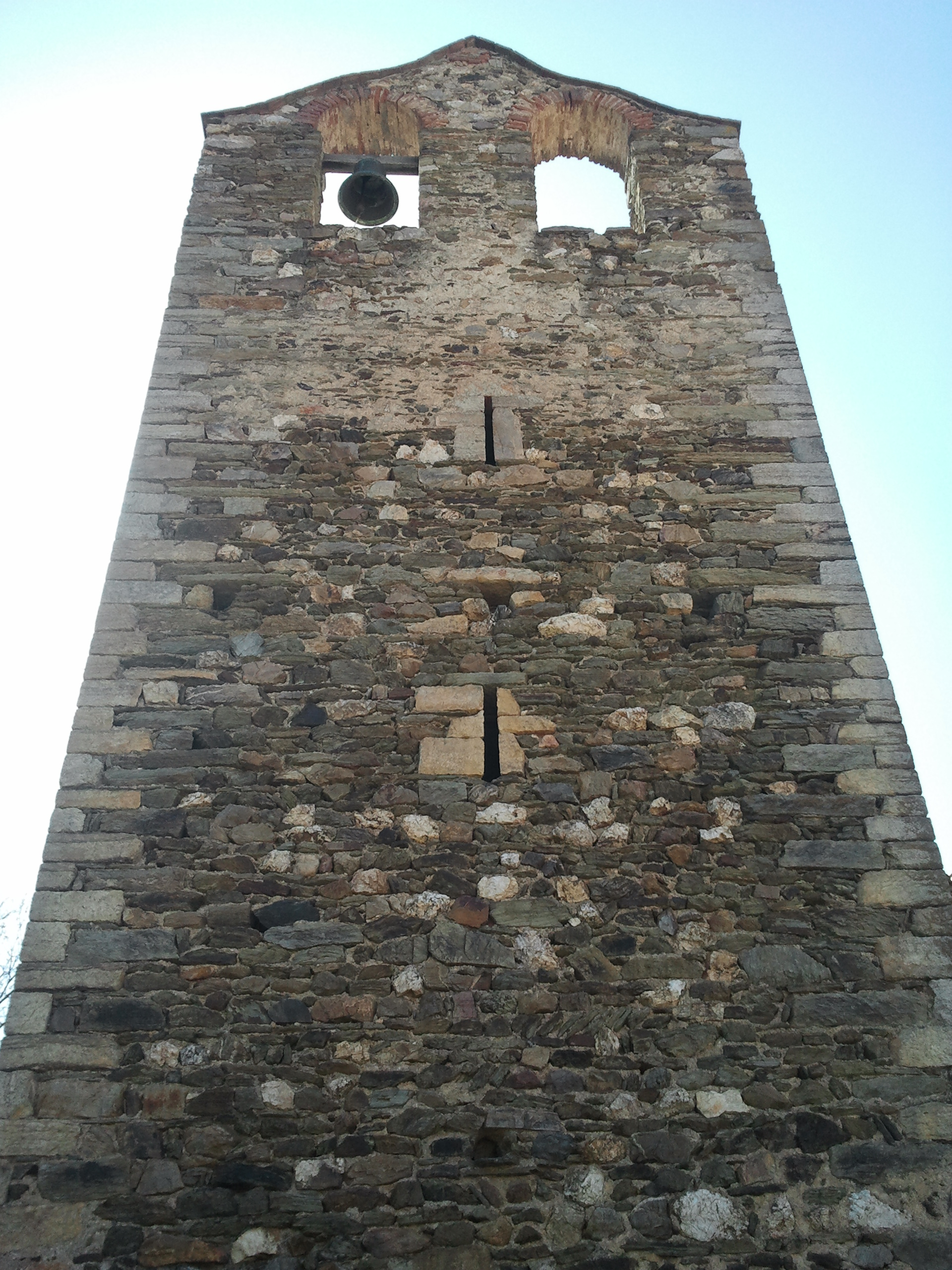
Face est
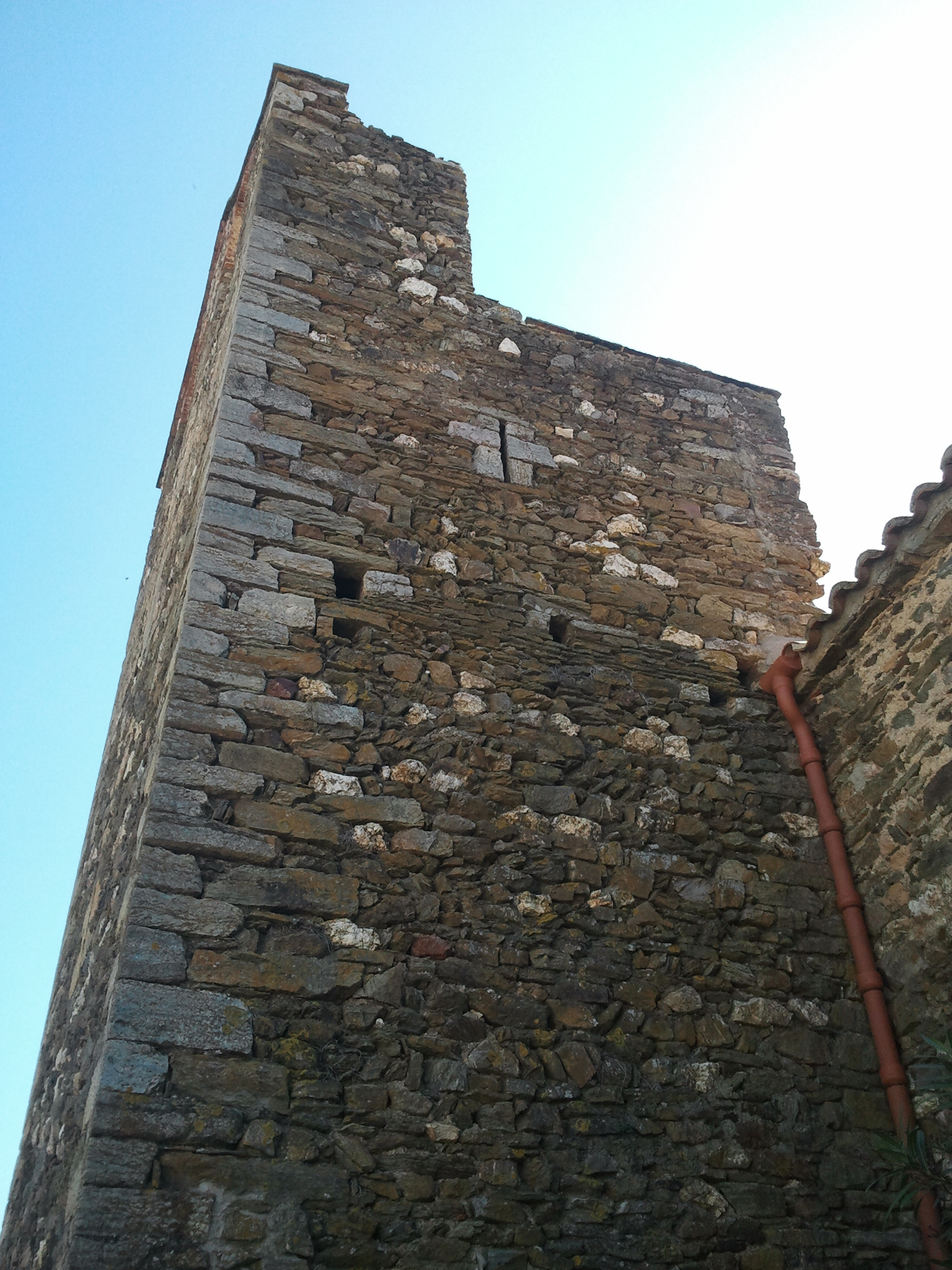
Face nord